# Gordon, Texas
Gordon là một thành phố thuộc quận Palo Pinto, tiểu bang Texas, Hoa Kỳ. Năm 2010, dân số của xã này là 478 người.

## Dân số
- Dân số năm 2000: 451 người.
- Dân số năm 2010: 478 người.